# السی فرگوسن
السی فرگوسن (انگلیسی: Elsie Ferguson; زاده ۱۹ اوت ۱۸۸۳ – درگذشته ۱۵ نوامبر ۱۹۶۱) هنرپیشه ایالات متحده بود. وی بین سال‌های ۱۹۰۲ تا ۱۹۴۳ میلادی فعالیت می‌کرد. از فیلمها با نقش‌آفرینی او می‌توان خانه عروسک، دروغ و غزل غزل‌ها را نام برد.